# Stadshaven (Meppel)

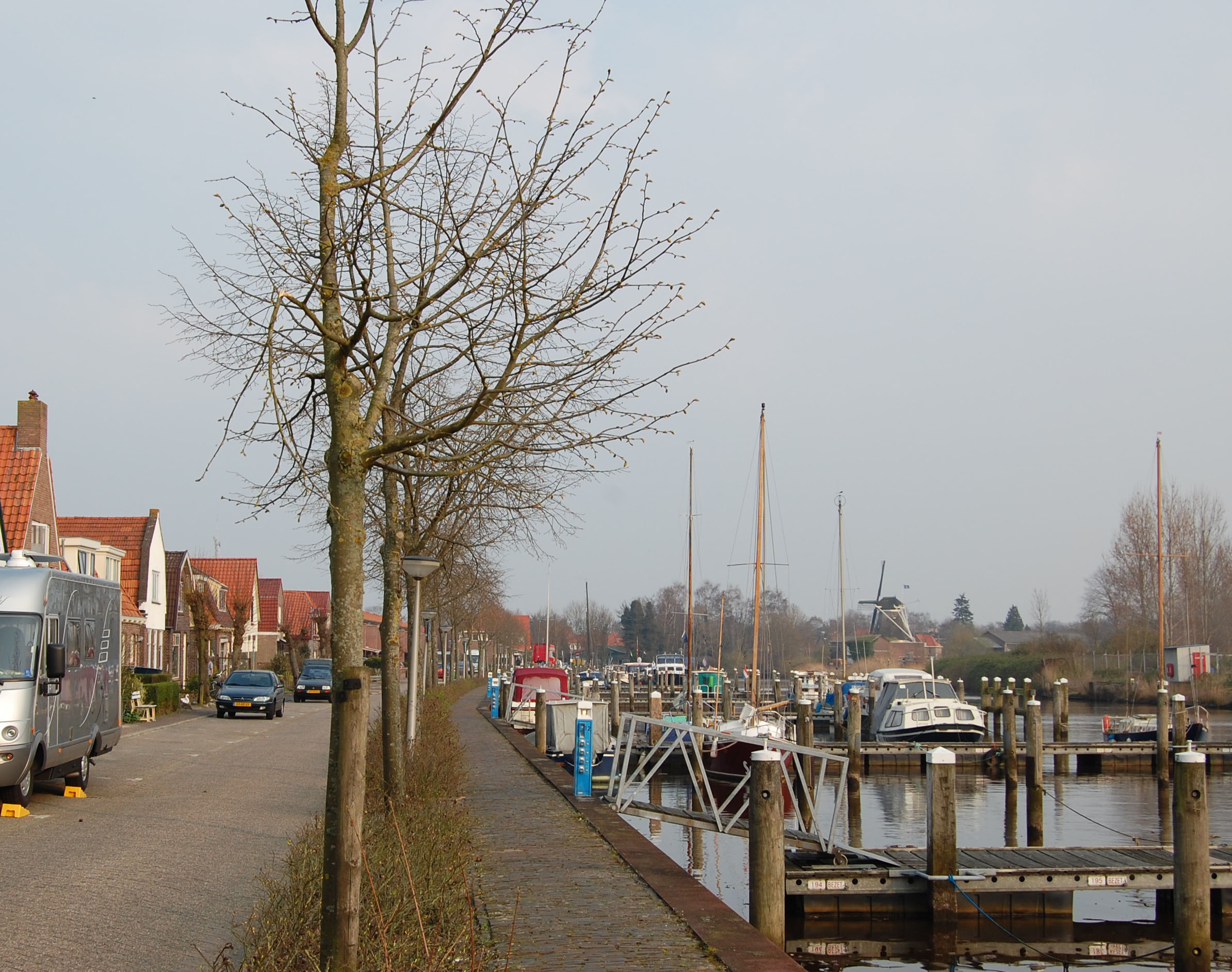
Meppel haven in 2008

De stadshaven is een haven bij het historische stadscentrum van de Nederlandse stad Meppel, in de provincie Drenthe. De haven is bereikbaar door in te schutten in de Meppelersluis. Geografisch gezien ligt deze haven tegen het historische stadscentrum van de stad aan.
De Stadshaven bestaat uit de karakteristieke grachten van de Meppeler binnenstad en vormt daardoor het decor van verschillende evenementen in Meppel zoals het Grachtenfestival. De grachten, en daarmee de Stadshaven, waren uitgebreid in beeld tijdens de landelijke intocht van Sinterklaas in 2015.
De Stadshaven maakt onderdeel uit van de Haven van Meppel.